# Eastern Fleet
La Eastern Fleet (Flotta Orientale) britannica, detta anche East Indies Fleet e Far East Fleet è stata una flotta della Royal Navy attiva tra il 1904 ed il 1971. Nel 1904 il Primo Lord del Mare Jackie Fisher ordinò che nel caso di un conflitto i tre comandi militari principali in Estremo Oriente e cioè lo Squadrone delle Indie Orientali, lo Squadrone cinese e lo Squadrone australiano si unissero in un unico comando denominato Eastern Fleet con base a Singapore. Il Comandante in Capo della base cinese ne avrebbe preso il comando.
Durante la prima guerra mondiale gli squadroni mantennero i comandi separati e la Eastern Fleet esistette solo teoricamente. Questa suddivisione rimase in atto fino alla seconda guerra mondiale, al momento dell'ingresso in guerra dell'Impero Giapponese. La flotta venne quindi costituita formalmente l'8 dicembre 1941 unendo lo Squadrone delle Indie Orientali e quello cinese. Durante la guerra incluse diverse navi e personale di differenti nazioni tra cui la Koninklijke Marine, la Royal Australian Navy, la Royal New Zealand Navy e la US Navy. Con la formazione della British Pacific Fleet tra il 1944 ed il 1945 la Eastern Fleet divenne la East Indies Fleet, mentre dopo la fine del conflitto venne rinominata Far East Fleet operando anche nell'oceano Pacifico.